# やすとも・友近のキメツケ!※あくまで個人の感想です
『やすとも・友近のキメツケ!※あくまで個人の感想です』（やすとも ともちかのキメツケ あくまでこじんのかんそうです）は、関西テレビで2018年4月24日から毎週火曜に放送されているトークバラエティ番組で、海原やすよ・ともこと友近の冠番組である。

## 概要
関西テレビは火曜19時57分 - 20時59分枠において、火曜20時台としては57年ぶりの自社制作番組として本番組を放送開始した。なお、当番組終了後も引き継ぎ21時00分から23時30分までの間は『関西テレビ制作火曜夜9時枠の連続ドラマ』→『所JAPAN』→『ひらけ!パンドラの箱 アンタッチャブるTV』→『アンタッチャブルの早速行ってみた』、『日本の轍』、『有吉弘行のダレトク!?』→『噂の現場急行バラエティー レディース有吉』→『華丸大吉&千鳥のテッパンいただきます!』→『火曜は全力!華大さんと千鳥くん』、『セブンルール』→『火ドラ★イレブン』が放送されているため、制作局の関西テレビにおいては当番組と『報道ランナー』→『newsランナー』の18時台ローカル枠と19時00分から放送中の『ちゃちゃ入れマンデー』を含む約5時間15分は関西テレビ制作の番組となる。
2017年2月25日に『やすとも・友近のキメツケ! ホームパーティ』として、同年12月19日に『やすとも・友近のキメツケ女子会2017年あのニュース絶対○○やわ〜SP』として、同年12月26日（同月25日深夜）に『やすとも・友近のキメツケ女子会〜※あくまで個人の感想です〜』として、それぞれ特別番組が放送され、2018年4月24日よりレギュラー放送を開始する。2018年10月2日から放送開始時刻を20時に繰り下げた。
本番組は、やすともと友近の女性3人がMCとしてタッグを組み多彩な女性ゲストを迎えて、番組のキメツケテーマを元にした街角でのインタビューVTRを見ながら「個人の感想」で話していくといった内容である。またその「女子会」に対し、ミセラレ部屋にいる男性ゲスト（主に芸人）がツッコミを入れる構成となっている。
不定期ネット局もフジテレビをはじめとする一部系列局にもネットされているが、フジテレビでは『メディアミックスα』（月 - 金曜 15:50 - 16:50）枠にて、2019年2月26日から同年3月8日まで遅れネットを実施した。ただし放送順は関西テレビとは異なる。なお、関東広域圏での放映権は同月16日までTOKYO MXが有していたが、同局での放送が同日をもって一旦終了したため、フジテレビが有することになった。
2019年9月3日放送分より、ミセラレ部屋は廃止されて、女性ゲスト2人・男性ゲスト2人を迎える構成となった。
ナレーションを担当していたゆりやんレトリィバァが渡米の為2020年1月28日放送分から2020年6月16日放送分まで酒井藍が担当していた。番組内ではゆりやんがアメリカに忘れた「角刈りカツラ」を取りに行ったとされている。2020年6月23日放送分から再びゆりやんが担当している。
なお、フジテレビでは2023年9月まで全国ネット枠（月曜日の23時台）に編成していた『突然ですが占ってもいいですか?』の放送枠を、翌10月（31日）放送分から当番組の時間帯（火曜日の20時台）に移している。フジテレビ系列の番組編成では当番組の時間帯がローカルセールス枠に当たることから、関西テレビでは、『突然ですが占ってもいいですか?』を遅れネット方式で11月11日から土曜日の夕方に放送していた。
2024年9月を以て『突然ですが占ってもいいですか?』がフジテレビ系列火曜GP帯での放送を終了。10月以降は『カスペ（第2期）』を放送しているが、本番組の放送枠については当面の間維持される。

## 出演者
MC
- 海原やすよ・ともこ
- 友近

## 放送リスト

### パイロット版
| 放送日         | スタジオゲスト                           | 他の出演者                                   | 備考 |
| -------------- | ---------------------------------------- | -------------------------------------------- | ---- |
| 2017年2月25日  | 佐藤仁美、遼河はるひ、はるな愛、吉木りさ | 川島壮雄（カンテレ(関西テレビ)アナウンサー） |      |
| 2017年12月19日 | YOU、井森美幸、小島瑠璃子                | 川島明（麒麟）、大野拓朗                     |      |
| 2017年12月26日 | YOU、井森美幸、小島瑠璃子                | 川島明（麒麟）、大野拓朗                     |      |

### レギュラー版
| 2018年（平成30年） | 2018年（平成30年） | 2018年（平成30年）                                     | 2018年（平成30年）      | 2018年（平成30年）             | 2018年（平成30年）                 |
| #                  | 放送日             | スタジオゲスト                                         | VTRゲスト               | ミセラレさん                   | 備考                               |
| ------------------ | ------------------ | ------------------------------------------------------ | ----------------------- | ------------------------------ | ---------------------------------- |
| 1                  | 4月24日            | ナジャ・グランディーバ、天童よしみ、鈴木奈々           |                         | 小杉竜一（ブラックマヨネーズ） |                                    |
| 2                  | 5月8日             | はるな愛、松本伊代、菊地亜美                           |                         | 藤本敏史（FUJIWARA）           |                                    |
| 3                  | 5月15日            | IKKO、木下優樹菜、八木早希                             | 今くるよ                | 福田充徳（チュートリアル）     |                                    |
| 4                  | 5月29日            | YOU、杉本彩、浅田舞                                    |                         | 菅広文（ロザン）               |                                    |
| 5                  | 6月5日             | YOU、夏木マリ、岡井千聖                                |                         | 久保田かずのぶ（とろサーモン） |                                    |
| 6                  | 6月19日            | 高橋真麻、IVAN、安田美沙子                             |                         | 高橋茂雄（サバンナ）           |                                    |
| 7                  | 6月26日            | 北斗晶、辺見えみり、花田美恵子                         |                         | てつじ（シャンプーハット）     |                                    |
| 8                  | 7月3日             | はるな愛、益若つばさ、朝日奈央                         |                         | 川島明（麒麟）                 |                                    |
| 9                  | 7月10日            | ピーター、吉田沙保里、IMALU                            |                         | 中川剛（中川家）               |                                    |
| 番外編             | 7月29日            |                                                        |                         |                                | 総集編&未公開シーン                |
| 10                 | 7月31日            | ナジャ・グランディーバ、安達祐実、村上佳菜子           |                         | あいはら雅一（メッセンジャー） |                                    |
| 11                 | 8月7日             | 榊原郁恵、遼河はるひ、峯岸みなみ                       | 堀田篤                  | 石田明（NON STYLE）            |                                    |
| 12                 | 8月14日            | 橋本マナミ、雛形あきこ、丸高愛実                       |                         | 秋山竜次（ロバート）           |                                    |
| 13                 | 8月21日            | マルシア、青山テルマ、井上咲楽                         |                         | 川島明（麒麟）                 |                                    |
| 14                 | 8月28日            | 森口博子、中村仁美、熊切あさ美                         | 川島壮雄                | 菅広文（ロザン）               |                                    |
| 15                 | 9月4日             | はるな愛、高橋ユウ、丸山桂里奈                         |                         | すっちー                       |                                    |
| 16                 | 9月11日            | 金子恵美、吉川美代子、中村静香                         |                         | 津田篤宏（ダイアン）           |                                    |
| 17                 | 9月18日            | 秋野暢子、NANA、菊地亜美                               |                         | 山内健司（かまいたち）         |                                    |
| 18                 | 10月2日            | フィフィ、相川七瀬、矢口真里                           | 川島壮雄                | 兵動大樹（矢野・兵動）         |                                    |
| 19                 | 10月16日           | ナジャ・グランディーバ、杉本彩、磯山さやか             |                         | 福田充徳（チュートリアル）     |                                    |
| 20                 | 10月23日           | 柴田理恵、犬山紙子、スザンヌ                           |                         | 西田幸治（笑い飯）             |                                    |
| 21                 | 10月30日           | YOU、千秋、Dream Ami                                   |                         | 川島明（麒麟）                 |                                    |
| 22                 | 11月6日            | はるな愛、磯野貴理子、舟山久美子                       |                         | 横山裕（関ジャニ∞）            | ちゃちゃ入れ×キメツケ！合体2時間SP |
| 23                 | 11月13日           | YOU、井上和香、土屋アンナ                              | 浅越ゴエ（ザ・プラン9） | 田崎佑一（藤崎マーケット）     |                                    |
| 24                 | 11月27日           | アンミカ、西山茉希、佐野ひなこ                         |                         | 川西賢志郎（和牛）             |                                    |
| 25                 | 12月4日            | 髙田万由子、佐藤仁美、重盛さと美                       | 木崎太郎（祇園）        | 藤本敏史（FUJIWARA）           |                                    |
| 26                 | 12月11日           | はるな愛、伊藤かずえ、木下優樹菜                       |                         | 津田篤宏（ダイアン）           |                                    |
| 27                 | 12月18日           | ナジャ・グランディーバ、三倉茉奈、藤本美貴             |                         | すっちー                       |                                    |
| SP                 | 12月31日           | ナジャ・グランディーバ、ミッツ・マングローブ、はるな愛 |                         | 小杉竜一（ブラックマヨネーズ） |                                    |
| SP                 | 12月31日           | はるな愛、YOU、天童よしみ、朝日奈央                    | 佐藤武志、浅香あき恵    | 黒田有（メッセンジャー）       |                                    |

| 2019年（平成31年→令和元年） | 2019年（平成31年→令和元年） | 2019年（平成31年→令和元年）                                                | 2019年（平成31年→令和元年）          | 2019年（平成31年→令和元年）    | 2019年（平成31年→令和元年）                         |
| #                           | 放送日                      | スタジオゲスト                                                             | VTRゲスト                            | ミセラレさん                   | 備考                                                |
| --------------------------- | --------------------------- | -------------------------------------------------------------------------- | ------------------------------------ | ------------------------------ | --------------------------------------------------- |
| 28                          | 1月8日                      | 森口博子、鈴木亜美、岡井千聖                                               | 梅村賢太郎（ラフ次元）               | 兵動大樹（矢野・兵動）         |                                                     |
| 29                          | 1月15日                     | フィフィ、安藤美姫、片瀬那奈                                               | ヤナギブソン（ザ・プラン9）          | 多田健二（COWCOW）             |                                                     |
| 30                          | 2月5日                      | ナジャ・グランディーバ、岩崎宏美、辺見えみり                               | 谷村美月、前野朋哉                   | 菅広文（ロザン）               |                                                     |
| 31                          | 2月12日                     | はるな愛、松本伊代、ゆきぽよ                                               |                                      | 津田篤宏（ダイアン）           |                                                     |
| 32                          | 2月19日                     | 菊地亜美、雛形あきこ、須田亜香里                                           |                                      | こいで（シャンプーハット）     |                                                     |
| 33                          | 2月26日                     | ナジャ・グランディーバ、濱田マリ、犬山紙子                                 |                                      | 濱家隆一（かまいたち）         |                                                     |
| 34                          | 3月5日                      | 中村仁美、野呂佳代、井上咲楽                                               |                                      | 昴生（ミキ）                   |                                                     |
| 35                          | 3月12日                     | アンミカ、IMALU、朝日奈央                                                  |                                      | 河井ゆずる（アインシュタイン） |                                                     |
| 36                          | 3月19日                     | 藤本美貴、遼河はるひ、益若つばさ                                           | 瀬戸洋祐（スマイル）                 | 兵動大樹（矢野・兵動）         |                                                     |
| 37                          | 4月2日                      | はるな愛、青山テルマ、堀田茜                                               | 祇園                                 | ヤナギブソン（ザ・プラン9）    |                                                     |
| 38                          | 4月9日                      | 磯山さやか、高橋ユウ、西野未姫                                             | 川島壮雄                             | てつじ（シャンプーハット）     |                                                     |
| 39                          | 4月16日                     | ナジャ・グランディーバ、舟山久美子、西山茉希                               | トット                               | 福田充徳（チュートリアル）     |                                                     |
| 40                          | 4月23日                     | YOU、近藤千尋、INAN                                                        | さや香                               | 秋山竜次（ロバート）           |                                                     |
| 41                          | 5月7日                      | はるな愛、松本伊代、重盛さと美                                             |                                      | 河本準一（次長課長）           |                                                     |
| 42                          | 5月14日                     | 矢口真里、土屋アンナ、ゆきぽよ                                             | 堀内敬子、前野朋哉                   | 藤田憲右（トータルテンボス）   |                                                     |
| 43                          | 5月21日                     | はるな愛、スザンヌ、中村仁美                                               | 祇園                                 | あいはら雅一（メッセンジャー） |                                                     |
| 44                          | 6月4日                      | 菊地亜美、千秋、紅蘭                                                       |                                      | 多田健二（COWCOW）             |                                                     |
| 45                          | 6月11日                     | ナジャ・グランディーバ、三戸なつめ、ダレノガレ明美                         | 河野良祐（令和喜多みな実）、谷元星奈 | 菅広文（ロザン）               |                                                     |
| 46                          | 6月18日                     | ナジャ・グランディーバ、YOU、朝日奈央                                      | 島田秀平、篠原涼子、さや香           | 浅越ゴエ（ザ・プラン9）        |                                                     |
| 47                          | 6月25日                     | 北斗晶、辺見えみり、丸高愛実                                               | セルライトスパ、ツートライブ         | すっちー                       |                                                     |
| 48                          | 7月2日                      | アンミカ、足立梨花、井上咲楽                                               |                                      | 河井ゆずる（アインシュタイン） |                                                     |
| 49                          | 7月9日                      | 井森美幸、山本舞香、遼河はるひ                                             | ツートライブ                         | トキ（藤崎マーケット）         |                                                     |
| 50                          | 7月23日                     | はるな愛、松本伊代、菊地亜美                                               | ツートライブ                         | 菅広文（ロザン）               | 夏休み突入2時間SP ※男も一緒にあくまで個人の感想です |
| 50                          | 7月23日                     | 藤本美貴、高橋メアリージュン、前園真聖、蛍原徹、多田健二（COWCOW）         | 川島壮雄                             |                                | 夏休み突入2時間SP ※男も一緒にあくまで個人の感想です |
| 51                          | 8月6日                      | ナジャ・グランディーバ、東尾理子、堀田茜                                   | からし蓮根                           | 藤田憲右（トータルテンボス）   |                                                     |
| 52                          | 8月13日                     | KABA.ちゃん、野呂佳代、吉田明世                                            | YOU、新山士彦（さや香）              | 津田篤宏（ダイアン）           |                                                     |
| 53                          | 8月20日                     | 西山茉希、熊田曜子、中川翔子                                               |                                      | 福田充徳（チュートリアル）     |                                                     |
| 54                          | 9月3日                      | はるな愛、最上もが、武田修宏、庄司智春（品川庄司）                         |                                      | -                              | ここからミセラレ部屋廃止                            |
| 55                          | 9月10日                     | ゆきぽよ、柴田理恵、りゅうちぇる、品川祐（品川庄司）                       | 祇園                                 | -                              |                                                     |
| 56                          | 9月17日                     | 野呂佳代、杉本彩、山田親太朗、浜本広晃（テンダラー）                       | 原田良也（ファミリーレストラン）     | -                              |                                                     |
| 57                          | 10月8日                     | ナジャ・グランディーバ、菊地亜美、山崎育三郎、大村朋宏（トータルテンボス） | 周平魂（ツードライブ）               | -                              |                                                     |
| 58                          | 10月29日                    | 磯山さやか、岡崎紗絵、武井壮、河本準一（次長課長）                         | 見取り図                             | -                              |                                                     |
| 59                          | 11月5日                     | はるな愛、朝日奈央、飯尾和樹（ずん）、藤本敏史（FUJIWARA）                 | ツートライブ                         | -                              | ともこ休み                                          |
| 60                          | 11月12日                    | アンミカ、南明奈、的場浩司、福田充徳（チュートリアル）                     |                                      | -                              | ともこ休み                                          |
| 61                          | 11月26日                    | ゆきぽよ、遼河はるひ、佐々木健介、星田英利                                 | 吉田たち                             | -                              |                                                     |
| 62                          | 12月3日                     | 辺見えみり、高橋ユウ、勝俣州和、浅越ゴエ                                   | ハリセンボン                         | -                              |                                                     |
| 63                          | 12月24日                    | 藤本美貴、IMALU、波岡一喜、多田健二（COWCOW）                              |                                      | -                              |                                                     |
| SP                          | 12月28日                    | ツートライブ                                                               |                                      | -                              | 令和元年を総キメツケスペシャル                      |

| 2020年（令和2年） | 2020年（令和2年） | 2020年（令和2年）                                                                | 2020年（令和2年）                                                                                  | 2020年（令和2年）                                |
| #                 | 放送日            | スタジオゲスト                                                                   | VTRゲスト                                                                                          | 備考                                             |
| ----------------- | ----------------- | -------------------------------------------------------------------------------- | -------------------------------------------------------------------------------------------------- | ------------------------------------------------ |
| 64                | 1月7日            | はるな愛、岡本玲、モーリー・ロバートソン、ケンドーコバヤシ、庄司智春（品川庄司） | はるな愛、ナジャ・グランディーバ、濱口善幸、周平魂（ツートライブ）、ゆりやんレトリィバァ、浅越ゴエ | 新春2時間スペシャル                              |
| 65                | 1月28日           | 峯岸みなみ、土屋アンナ、JOY、河本準一（次長課長）                                | 藤本景子、井上咲楽                                                                                 | ここから酒井藍にナレーション交代                 |
| 66                | 2月4日            | ナジャ・グランディーバ、野呂佳代、杉浦太陽、石田明（NON STYLE）                  | 祇園                                                                                               |                                                  |
| 67                | 2月11日           | YOU、小池栄子、大泉洋（TEAM NACS）、福田充徳（チュートリアル）                   | ツートライブ                                                                                       |                                                  |
| 68                | 2月18日           | 柴田理恵、堀田茜、武田修宏、多田健二（COWCOW）                                   | 谷元星奈                                                                                           |                                                  |
| 69                | 2月25日           | 井森美幸、浅田舞、柴田英嗣（アンタッチャブル）、星田英利                         | 磯山さやか                                                                                         |                                                  |
| 70                | 3月3日            | 森口博子、舟山久美子、蛍原徹、菅広文（ロザン）                                   | |                                                  |
| 71                | 3月10日           | はるな愛、榊原郁恵、加藤諒、藤田憲右（トータルテンボス）                         | ラフ次元                                                                                           |                                                  |
| 72                | 3月17日           | 磯山さやか、北斗晶、永井大、すっちー                                             | 祇園                                                                                               |                                                  |
| 73                | 3月24日           | ナジャ・グランディーバ、吉田沙保里、西川貴教、浅越ゴエ                           | 浅越ゴエ、谷元星奈                                                                                 |                                                  |
| 74                | 3月31日           | 丸山桂里奈、杉本彩、石原良純、津田篤宏（ダイアン）                               | 祇園                                                                                               |                                                  |
| 75                | 4月14日           | はるな愛、浅尾美和、浅利陽介、藤本敏史（FUJIWARA）                               | 守谷日和                                                                                           |                                                  |
| 76                | 4月28日           | 矢口真里、吉木りさ、塙宣之（ナイツ）、兵動大樹（矢野・兵動）                     | 祇園                                                                                               |                                                  |
| 77                | 5月5日            |                                                                                  | | 総集編                                           |
| 78                | 5月12日           |                                                                                  | | 総集編&未公開トーク                              |
| 79                | 5月19日           |                                                                                  | | 未公開トーク                                     |
| 80                | 5月26日           | ナジャ・グランディーバ、長谷川穂積、菅広文（ロザン）                             | トット                                                                                             | 友近リモート参加                                 |
| 81                | 6月2日            | ナジャ・グランディーバ、土肥ポン太、浜本広晃（テンダラー）                       | ツートライブ                                                                                       | 友近リモート参加                                 |
| 82                | 6月9日            |                                                                                  | | 特別編 やすとも&友近が街のキメツケを振り返り！   |
| 83                | 6月16日           | ナジャ・グランディーバ、小林豊（BOYS AND MEN）、兵動大樹（矢野・兵動）           | |                                                  |
| 84                | 6月23日           | 杉本彩、織田信成、河井ゆずる（アインシュタイン）、濱口善幸                       | | ここから、ゆりやんレトリィバァにナレーション交代 |
| 85                | 6月30日           | 野呂佳代、亀田興毅、福田充徳（チュートリアル）                                   | ツートライブ                                                                                       |                                                  |
| 86                | 7月14日           | ゆきぽよ、つるの剛士、庄司智春（品川庄司）                                       | 祇園                                                                                               |                                                  |
| 87                | 7月21日           | 中村仁美、関根勤、河本準一（次長課長）                                           | ラフ次元                                                                                           |                                                  |
| 88                | 7月28日           | アンミカ、東貴博、多田健二（COWCOW）                                             | 祇園                                                                                               |                                                  |
| 89                | 8月4日            | はるな愛、八嶋智人、原西孝幸（FUJIWARA）                                         | ツートライブ                                                                                       |                                                  |
| 90                | 8月11日           | 辺見えみり、武田真治、星田英利                                                   | からし蓮根                                                                                         | ナレーション：酒井藍                             |
| 91                | 8月18日           | 遼河はるひ、濱口優（よゐこ）、津田篤宏（ダイアン）                               | ラフ次元                                                                                           |                                                  |
| 92                | 9月1日            | 矢口真里、JOY、八木真澄（サバンナ）                                              | 祇園                                                                                               |                                                  |
| 93                | 9月8日            | 朝日奈央、土屋伸之（ナイツ）、村田秀亮（とろサーモン）                           | ツートライブ                                                                                       |                                                  |
| 94                | 9月22日           | 磯山さやか、西村和彦、庄司智春（品川庄司）                                       | 土肥ポン太、友近                                                                                   |                                                  |
| 95                | 10月20日          | ナジャ・グランディーバ、的場浩司、月亭方正                                       | ツートライブ                                                                                       |                                                  |
| 96                | 10月27日          | 堀田茜、塚地武雅（ドランクドラゴン）、河本準一（次長課長）                       | 祇園                                                                                               |                                                  |
| 97                | 11月3日           | 高橋ユウ、ビビる大木、石田明（NON STYLE）                                        | ラフ次元                                                                                           |                                                  |
| 98                | 11月10日          | 吉木りさ、前園真聖、藤本敏史（FUJIWARA）                                         | ヘンダーソン                                                                                       |                                                  |
| 99                | 11月17日          | 岡本玲、中岡創一（ロッチ）、福田充徳（チュートリアル）                           | ラフ次元                                                                                           |                                                  |
| 100               | 11月24日          | 須田亜香里、勝俣州和、浅越ゴエ（ザ・プラン9）                                    | 祇園                                                                                               |                                                  |
| 101               | 12月1日           | はるな愛、井戸田潤（スピードワゴン）、河野良祐（令和喜多みな実）                 | さや香                                                                                             |                                                  |
| 102               | 12月8日           | 眞鍋かをり、勝村政信、原西孝幸（FUJIWARA）                                       | ツートライブ                                                                                       |                                                  |
| 103               | 12月15日          | ナジャ・グランディーバ、東貴博、毛利大亮（ギャロップ）                           | 祇園                                                                                               |                                                  |
| 104               | 12月22日          | 北斗晶、藤崎マーケット                                                           | ラフ次元                                                                                           |                                                  |

| 2021年（令和3年） | 2021年（令和3年） | 2021年（令和3年）                                                    | 2021年（令和3年）    | 2021年（令和3年） |
| #                 | 放送日            | スタジオゲスト                                                       | VTRゲスト            | 備考              |
| ----------------- | ----------------- | -------------------------------------------------------------------- | -------------------- | ----------------- |
| 105               | 1月5日            | 菊地亜美、杉浦太陽、山本博（ロバート）                               | ツートライブ         |                   |
| 106               | 1月19日           | 辺見えみり、福田充徳（チュートリアル）、馬場裕之（ロバート）         | ラフ次元             |                   |
| 107               | 1月26日           | 香里奈、土屋アンナ、古坂大魔王、菅広文（ロザン）                     | 祇園                 |                   |
| 108               | 2月2日            | 磯山さやか、小宮浩信（三四郎）、庄司智春（品川庄司）                 | 河本準一（次長課長） |                   |
| 109               | 2月9日            | アンミカ、大倉士門、津田篤宏（ダイアン）                             | ヘンダーソン         |                   |
| 110               | 2月16日           | ゆきぽよ、JOY、八木真澄（サバンナ）                                  | ツートライブ         |                   |
| 111               | 2月23日           | はるな愛、小沢一敬（スピードワゴン）、浅越ゴエ（ザ・プラン9）        | 祇園                 |                   |
| 112               | 3月2日            | 長谷川穂積、野呂佳代、河野良祐（令和喜多みな実）                     | ラフ次元             |                   |
| 113               | 3月9日            | 中澤佑二、ナジャ・グランディーバ、河本準一（次長課長）               | ヘンダーソン         |                   |
| 114               | 3月16日           | 杉本彩、駿河太郎、浜本広晃（テンダラー）                             | ツートライブ         |                   |
| 115               | 4月6日            | 須田亜香里（SKE48）、織田信成、河井ゆずる（アインシュタイン）        | ラフ次元             |                   |
| 116               | 4月13日           | YOU、飯尾和樹（ずん）、藤田憲右（トータルテンボス）                  | 祇園                 |                   |
| 117               | 4月20日           | 辺見えみり、鈴木拓（ドランクドラゴン）、毛利大亮（ギャロップ）       | ヘンダーソン         |                   |
| 118               | 4月27日           | 吉木りさ、瀧川鯉斗、田崎佑ー（藤崎マーケット）                       | ツートライブ         |                   |
| 119               | 5月4日            | 藤本美貴、東貴博、瀬下豊（天竺鼠）                                   | ラフ次元             |                   |
| 120               | 5月11日           | 菊地亜美、ミルクボーイ                                               | -                    |                   |
| 121               | 5月18日           | 矢口真里、西川貴教、庄司智春（品川庄司）                             | ヘンダーソン         |                   |
| 122               | 6月1日            | 北斗晶、古坂大魔王、多田健二（COWCOW）                               | 祇園                 |                   |
| 123               | 6月8日            | はるな愛、田崎佑一（藤崎マーケット）、毛利大亮（ギャロップ）、奈津子 | ラフ次元             |                   |
| 124               | 6月22日           | 中村仁美、平子祐希（アルコ&ピース）、大村朋宏（トータルテンボス）、  | ツートライブ         |                   |
| 125               | 6月29日           | アンミカ、浅利陽介、福田充徳（チュートリアル）                       | 祇園                 |                   |
| 126               | 7月6日            | ナジャ・グランディーバ、小宮浩信（三四郎）、馬場裕之（ロバート）     | 祇園                 |                   |
| 127               | 7月13日           | 武田真治、辺見えみり、菅広文（ロザン）                               | span!                |                   |
| 128               | 7月20日           | はるな愛、中岡創一（ロッチ）、八木真澄（サバンナ）                   | チャイルドプリンス   |                   |
| 129               | 7月27日           | 藤本美貴、勝俣州和、駒場孝（ミルクボーイ）                           | 祇園                 |                   |
| 130               | 8月10日           | 土屋アンナ、コカドケンタロウ（ロッチ）、浅越ゴエ（ザ・プラン9）      | ラニーノーズ         |                   |
| 131               | 8月17日           | 峯岸みなみ、かまいたち                                               | ヘンダーソン         |                   |
| 132               | 8月24日           | YOU、前園真聖、河本準一（次長課長）                                  | ラフ次元             |                   |
| 133               | 8月31日           | 野呂佳代、東貴博、原西孝幸（FUJIWARA）                               | ラフ次元             |                   |
| 134               | 9月7日            | ナジャ・グランディーバ、田中史朗、内海崇（ミルクボーイ）             | 祇園                 |                   |
| 135               | 9月14日           | 吉木りさ、チュートリアル                                             | 祇園                 |                   |
| 136               | 9月21日           | 菊地亜美、長谷川穂積、藤本敏史（FUJIWARA）                           | ラフ次元             |                   |
| 137               | 9月28日           | 近藤千尋、瀧川鯉斗、菅広文（ロザン）                                 | ラフ次元             |                   |
| 138               | 10月5日           | 北斗晶、中澤佑二、庄司智春（品川庄司）                               | 祇園                 |                   |
| 139               | 10月12日          | 磯山さやか、和田正人、大村朋宏（トータルテンボス）                   | 祇園                 |                   |
| 140               | 10月19日          | はるな愛、土田晃之、村田秀亮（とろサーモン）                         | -                    |                   |
| 141               | 10月26日          | 天海祐希、野呂佳代、藤本敏史（FUJIWARA）                             | ラフ次元             |                   |
| 142               | 11月2日           | はるな愛、小沢一敬（スピードワゴン）、石田明（NON STYLE）            | ラフ次元             |                   |
| 143               | 11月9日           | 岡崎紗絵、勝俣州和、馬場裕之（ロバート）                             | ヘンダーソン         |                   |
| 144               | 11月16日          | 須田亜香里（SKE48）、杉浦太陽、多田健二（COWCOW）                    | 祇園                 |                   |
| 145               | 11月23日          | 峯岸みなみ、森田哲矢（さらば青春の光）、内海崇（ミルクボーイ）       | ラフ次元             |                   |
| 146               | 11月30日          | 朝日奈央、藤崎マーケット                                             | ラフ次元             |                   |
| 147               | 12月7日           | 坂下千里子、小宮浩信（三四郎）、斉藤慎二（ジャングルポケット）       | ヘンダーソン         |                   |
| 148               | 12月14日          | 藤本美貴、武田真治、八木真澄（サバンナ）                             | 祇園                 |                   |
| 149               | 12月21日          | YOU、近藤千尋、JOY、石田明（NON STYLE）                              | ヘンダーソン         |                   |

| 2022年（令和4年） | 2022年（令和4年） | 2022年（令和4年）                                                        | 2022年（令和4年）       | 2022年（令和4年）                       |
| #                 | 放送日            | スタジオゲスト                                                           | VTRゲスト               | 備考                                    |
| ----------------- | ----------------- | ------------------------------------------------------------------------ | ----------------------- | --------------------------------------- |
| 150               | 1月11日           | YOU、チュートリアル                                                      | なし                    |                                         |
| 151               | 1月18日           | 辺見えみり、Mr.シャチホコ、藤本敏史（FUJIWARA）                          | ヘンダーソン            |                                         |
| 152               | 1月25日           | 岡副麻希、武井壮、浅越ゴエ（ザ・プラン9）                                | ラフ次元                |                                         |
| 153               | 2月1日            | 神田愛花、中岡創一（ロッチ）、河井ゆずる（アインシュタイン）             | 祇園                    |                                         |
| 154               | 2月8日            | ナジャ・グランディーバ、KENZO（DA PUMP）、菅広文（ロザン）               | ラフ次元                |                                         |
| 155               | 2月22日           | はるな愛、ヒャダイン、原西孝幸（FUJIWARA）                               | ラフ次元                |                                         |
| 156               | 3月1日            | 田中理恵、飯尾和樹（ずん）、津田篤宏（ダイアン）                         | ヘンダーソン            |                                         |
| 157               | 3月8日            |                                                                          |                         | 初出し＆神回大集結1時間しゃべりまくりSP |
| 158               | 3月15日           | 吉木りさ、おいでやすこが                                                 | ヘンダーソン            |                                         |
| 159               | 3月29日           | 貴島明日香、平子祐希（アルコ&ピース）、田崎佑一（藤崎マーケット）        | 浅越ゴエ（ザ・プラン9） |                                         |
| 160               | 4月12日           | 辺見えみり、森田哲矢（さらば青春の光）、八木真澄（サバンナ）             | 祇園                    |                                         |
| 161               | 4月19日           | 野呂佳代、陣（THE RAMPAGE from EXILE TRIBE）、福田充徳（チュートリアル） | ラフ次元                |                                         |
| 162               | 4月26日           | 須田亜香里（SKE48）、上地雄輔、藤本敏史（FUJIWARA）                      | ヘンダーソン            |                                         |
| 163               | 5月3日            | 中村仁美、すゑひろがりず                                                 | ヘンダーソン            |                                         |
| 164               | 5月10日           | 磯山さやか、土田晃之、石田明（NON STYLE）                                | 祇園                    |                                         |
| 165               | 5月17日           | ゆうちゃみ、ミルクボーイ                                                 | 祇園                    |                                         |
| 166               | 5月31日           | 峯岸みなみ、水谷隼、菅広文（ロザン）                                     | ヘンダーソン            |                                         |
| 167               | 6月7日            | ギャル曽根、中岡創一（ロッチ）、河野良祐（令和喜多みな実）               | 祇園                    |                                         |
| 168               | 6月14日           | 北乃きい、小沢一敬（スピードワゴン）、徳井義実（チュートリアル）         | ヘンダーソン            |                                         |
| 169               | 6月21日           | 近藤千尋、大久保嘉人、田崎佑一（藤崎マーケット）                         | ヘンダーソン            |                                         |
| 170               | 6月28日           | おのののか、おいでやすこが                                               | ヘンダーソン            |                                         |
| 171               | 7月5日            | ナジャ・グランディーバ、JOY、浅越ゴエ（ザ・プラン9）                     | ラフ次元                |                                         |
| 172               | 7月12日           | 藤本美貴、古坂大魔王、福田充徳（チュートリアル）                         | ヘンダーソン            |                                         |
| 173               | 8月2日            | 菊地亜美、AMEMIYA、藤本敏史（FUJIWARA）                                  | ヘンダーソン            |                                         |
| 174               | 8月9日            | 浅尾美和、織田信成、毛利大亮（ギャロップ）                               | 祇園                    |                                         |
| 175               | 8月16日           | はるな愛、すゑひろがりず                                                 | 祇園                    |                                         |
| 176               | 8月23日           | トリンドル玲奈、藤崎マーケット                                           |                         |                                         |
| 177               | 8月30日           | 豊崎由里絵、前園真聖、河野良祐（令和喜多みな実）                         | ラフ次元                |                                         |
| 178               | 9月6日            | 坂下千里子、西川貴教、福田充徳（チュートリアル）                         | ヘンダーソン            |                                         |
| 179               | 9月13日           | 白間美瑠、武田真治、宇治原史規（ロザン）                                 | 祇園                    |                                         |
| 180               | 9月27日           | 近藤千尋、ミルクボーイ                                                   | ヘンダーソン            | [ 6 ]                                   |
| 181               | 10月4日           | 辺見えみり、ISSA（DA PUMP）、福田充徳（チュートリアル）                  | ヘンダーソン            | [ 7 ]                                   |
| 182               | 10月11日          | はるな愛、魔裟斗、毛利大亮（ギャロップ）                                 | ヘンダーソン            | [ 8 ]                                   |
| 183               | 10月18日          | 横田真悠、狩野英孝、斉藤慎二（ジャングルポケット）                       | ラフ次元                | [ 9 ]                                   |
| 184               | 11月1日           | 貴島明日香、松本利夫（EXILE）、浅越ゴエ（ザ・プラン9）                   | 祇園                    | [ 10 ]                                  |
| 185               | 11月8日           | 藤本美貴、尾崎匠海（INI）、菅広文（ロザン）                              | 祇園                    | [ 11 ]                                  |
| 186               | 11月15日          | 早見あかり、すゑひろがりず                                               | ラフ次元                | [ 12 ]                                  |
| 187               | 11月29日          | ナジャ・グランディーバ、葉山奨之、藤本敏史（FUJIWARA）                   | ヘンダーソン            | [ 13 ]                                  |
| 188               | 12月6日           | 北乃きい、森崎ウィン、毛利大亮（ギャロップ）                             | ヘンダーソン            | [ 14 ]                                  |
| 189               | 12月13日          | ギャル曽根、濱口優（よゐこ）、菅広文（ロザン）                           | ヘンダーソン            | [ 15 ]                                  |
| 190               | 12月20日          | 野呂佳代、豊崎由里絵、はるな愛、藤本敏史（FUJIWARA）                     | なし                    | [ 16 ]                                  |

| 2023年（令和5年） | 2023年（令和5年） | 2023年（令和5年）                                                                | 2023年（令和5年）                 | 2023年（令和5年）                                          |
| #                 | 放送日            | スタジオゲスト                                                                   | VTRゲスト                         | 備考                                                       |
| ----------------- | ----------------- | -------------------------------------------------------------------------------- | --------------------------------- | ---------------------------------------------------------- |
| 191               | 1月17日           | 矢沢心、KENZO（DA PUMP）、河野良祐（令和喜多みな実）                             | 祇園                              | [ 17 ]                                                     |
| 192               | 1月24日           | 須田亜香里、速水もこみち、こがけん                                               | なし                              | [ 18 ]                                                     |
| 193               | 1月31日           | 近藤千尋、井戸田潤（スピードワゴン）、田崎佑一（藤崎マーケット）                 | ヘンダーソン                      | [ 19 ]                                                     |
| 194               | 2月7日            | 村重杏奈、小沢一敬（スピードワゴン）、福田充徳（チュートリアル）                 | 祇園                              | [ 20 ]                                                     |
| 195               | 2月14日           | YOU、中務裕太（GENERATIONS from EXILE TRIBE）、内海崇（ミルクボーイ）            | ラフ次元                          | [ 21 ]                                                     |
| 196               | 2月21日           | 藤本美貴、前園真聖、石田明（NON STYLE）                                          | ヘンダーソン                      | [ 22 ]                                                     |
| 197               | 2月28日           | 豊崎由里絵、すゑひろがりず                                                       | ヘンダーソン                      | [ 23 ]                                                     |
| 198               | 3月7日            | 菊地亜美、上地雄輔、毛利大亮（ギャロップ）                                       | 田崎佑一（藤崎マーケット）        | [ 24 ]                                                     |
| 199               | 3月14日           | 桐谷健太、ゆうちゃみ、菅広文（ロザン）                                           | ラフ次元                          | [ 25 ]                                                     |
| 200               | 3月21日           |                                                                                  |                                   | 大きな反響があった!泣く泣くカットしたトーク1時間スペシャル |
| 201               | 3月28日           | ギャル曽根、大倉士門、太田博久（ジャングルポケット）                             | ヘンダーソン                      | [ 26 ]                                                     |
| 202               | 4月4日            | 重盛さと美、狩野英孝、藤本敏史（FUJIWARA）                                       | ヘンダーソン                      | [ 27 ]                                                     |
| 203               | 4月11日           | 磯山さやか、魔裟斗、斉藤慎二（ジャングルポケット）                               | 祇園                              | [ 28 ]                                                     |
| 204               | 4月18日           | 工藤美桜、JOY、田崎佑一（藤崎マーケット）                                        | ラフ次元                          | [ 29 ]                                                     |
| 205               | 5月2日            | 辺見えみり、大久保嘉人、菅広文（ロザン）                                         | ヘンダーソン                      | [ 30 ]                                                     |
| 206               | 5月9日            | 本田望結、すゑひろがりず                                                         | ヘンダーソン                      | [ 31 ]                                                     |
| 207               | 5月23日           | 西洸人（INI）、はるな愛、庄司智春（品川庄司）                                    | ヘンダーソン                      | [ 32 ]                                                     |
| 208               | 5月30日           | 村重杏奈、濱口優（よゐこ）、八木真澄（サバンナ）                                 | ラフ次元                          | [ 33 ]                                                     |
| 209               | 6月6日            | ナジャ・グランディーバ、数原龍友（GENERATIONS from EXILE TRIBE）、おいでやす小田 | なし                              | [ 34 ]                                                     |
| 210               | 6月13日           | 神部美咲、上地雄輔、浅越ゴエ（ザ・プラン9）                                      | 祇園                              | [ 35 ]                                                     |
| 211               | 6月20日           | 豊崎由里絵、糸井嘉男、福田充徳（チュートリアル）                                 | ヘンダーソン                      | [ 36 ]                                                     |
| 212               | 6月27日           | 工藤美桜、小沢一敬（スピードワゴン）、藤本敏史（FUJIWARA）                       | ラフ次元                          | [ 37 ]                                                     |
| 213               | 7月4日            | 黒谷友香、ミルクボーイ                                                           | 祇園                              | [ 38 ]                                                     |
| 214               | 7月11日           | 山之内すず、森崎ウィン、こがけん                                                 | ヘンダーソン                      | [ 39 ]                                                     |
| 215               | 7月18日           | YOU、三四郎                                                                      | ヘンダーソン                      | [ 40 ]                                                     |
| 216               | 8月1日            | 北乃きい、前園真聖、石田明（NON STYLE）                                          | ラフ次元                          | [ 41 ]                                                     |
| 217               | 8月8日            | 宇野実彩子（AAA）、大倉士門、毛利大亮（ギャロップ）                              | ラフ次元                          | [ 42 ]                                                     |
| 218               | 8月22日           | 村上佳菜子、魔裟斗、村田秀亮（とろサーモン）                                     | ラフ次元                          | [ 43 ]                                                     |
| 219               | 8月29日           | 須田亜香里、小田井涼平（元純烈）、トキ（藤崎マーケット）                         | ヘンダーソン                      | [ 44 ]                                                     |
| 220               | 9月5日            | 松村沙友理、武田真治、福田充徳（チュートリアル）                                 | ラフ次元                          | [ 45 ]                                                     |
| 221               | 9月12日           | はるな愛、上地雄輔、藤本敏史（FUJIWARA）                                         | 祇園                              | [ 46 ]                                                     |
| 222               | 9月26日           | アンミカ、プラス・マイナス                                                       | ラフ次元                          | [ 47 ]                                                     |
| 223               | 10月10日          | 中川翔子、KENZO（DA PUMP）、田崎佑一（藤崎マーケット）                           | ヘンダーソン                      | [ 48 ]                                                     |
| 224               | 10月24日          | 矢沢心、中岡創一（ロッチ）、河野良祐（令和喜多みな実）                           | ラフ次元                          | [ 49 ]                                                     |
| 225               | 10月31日          | 近藤千尋、松岡充、菅広文（ロザン）                                               | 祇園                              | [ 50 ]                                                     |
| 226               | 11月7日           | 磯山さやか、ミルクボーイ                                                         | ヘンダーソン                      | [ 51 ]                                                     |
| 227               | 11月14日          | 豊崎由里絵、中澤佑二、毛利大亮（ギャロップ）                                     | ヘンダーソン、田中美空（NMB48）   | [ 52 ]                                                     |
| 228               | 11月21日          | 中村仁美、魔裟斗、田崎佑一（藤崎マーケット）                                     | ヘンダーソン                      | [ 53 ]                                                     |
| 229               | 11月28日          | ゆうちゃみ、ヒャダイン、福田充徳（チュートリアル）                               | 祇園                              | [ 54 ]                                                     |
| 230               | 12月5日           | ハシヤスメ・アツコ、上地雄輔、トキ（藤崎マーケット）                             | ヘンダーソン                      | [ 55 ]                                                     |
| 231               | 12月12日          | 高橋ユウ、濱口優（よゐこ）、岩橋良昌（プラス・マイナス）                         | ラフ次元、吉見純音（NMB48研究生） | [ 56 ]                                                     |
| 232               | 12月19日          | 辺見えみり、村重杏奈、DAIGO、吉田敬（ブラックマヨネーズ）                        |                                   | [ 57 ]                                                     |

| 2024年（令和6年） | 2024年（令和6年） | 2024年（令和6年）                                                                              | 2024年（令和6年）                                   | 2024年（令和6年）            |
| #                 | 放送日            | スタジオゲスト                                                                                 | VTRゲスト                                           | 備考                         |
| ----------------- | ----------------- | ---------------------------------------------------------------------------------------------- | --------------------------------------------------- | ---------------------------- |
| 233               | 1月16日           | ゆいちゃみ、陣（THE RAMPAGE from EXILE TRIBE）、こがけん、濱口善幸（占い師）                   |                                                     | [ 58 ]                       |
| 234               | 1月23日           | 峯岸みなみ、武田真治、庄司智春（品川庄司）                                                     | ヘンダーソン                                        | [ 59 ]                       |
| 235               | 1月30日           | 藤本美貴、槙野智章、毛利大亮（ギャロップ）                                                     | ヘンダーソン                                        | ナレーション:酒井藍          |
| 236               | 2月6日            | 中村仁美、野呂佳代、魔裟斗、中岡創一（ロッチ）                                                 |                                                     | [ 61 ]                       |
| 237               | 2月13日           | YOU、北乃きい、山下健二郎（三代目 J SOUL BROTHERS）、トキ（藤崎マーケット）                    |                                                     | ナレーション∶酒井藍          |
| 238               | 2月20日           | 岡田結実、すゑひろがりず                                                                       |                                                     | [ 63 ]                       |
| 239               | 2月27日           | 大谷亮平、山之内すず、太田博久（ジャングルポケット）                                           | ラフ次元                                            | [ 64 ]                       |
| 240               | 3月5日            | 黒谷友香、ビスケットブラザーズ                                                                 |                                                     | [ 65 ]                       |
| 241               | 3月12日           | 菊地亜美、KIMI（DA PUMP）、毛利大亮（ギャロップ）                                              | 祇園                                                | [ 66 ]                       |
| 242               | 3月19日           | 安田章大（SUPER EIGHT）、重盛さと美、豊崎由里絵、八木真澄（サバンナ）                          |                                                     | [ 67 ]                       |
| 243               | 3月26日           | はるな愛、須田亜香里、さや香                                                                   |                                                     | [ 68 ]                       |
| 244               | 4月9日            | ナジャ・グランディーバ、上地雄輔、菅広文（ロザン）                                             | ヘンダーソン                                        | [ 69 ]                       |
| 245               | 4月23日           | 峯岸みなみ、小宮浩信（三四郎）、浅越ゴエ（ザ・プラン9）                                        | 祇園                                                | [ 70 ]                       |
| 246               | 4月30日           | 矢沢心、小森隼（GENERATIONS from EXILE TRIBE）、石田明（NON STYLE）                            | ヘンダーソン                                        | [ 71 ]                       |
| 247               | 5月14日           | ハシヤスメ・アツコ、森崎ウィン、福田充徳（チュートリアル）                                     | ラフ次元、眞鍋杏樹（NMB48）                         | [ 72 ]                       |
| 248               | 5月21日           | 磯山さやか、糸井嘉男、宮川大輔                                                                 | 祇園                                                | [ 73 ]                       |
| 249               | 5月28日           |                                                                                                |                                                     | 未公開シーン&プレイバック    |
| 250               | 6月4日            | 村重杏奈、青木源太、田崎佑一（藤崎マーケット）                                                 | ラフ次元                                            | ナレーション∶酒井藍          |
| 251               | 6月18日           | 野呂佳代、武尊、庄司智春（品川庄司）                                                           | ヘンダーソン                                        | ナレーション∶酒井藍          |
| 252               | 6月25日           | 横山由依、ISSA（DA PUMP）、トキ（藤崎マーケット）                                              | ラフ次元                                            | ナレーション∶酒井藍          |
| 253               | 7月2日            | 菊地亜美、片寄涼太（GENRATIONS from EXILE TRIBE）、毛利大亮（ギャロップ）                      | ヘンダーソン                                        | ナレーション∶酒井藍          |
| 254               | 7月9日            | 中村仁美、濱口優（よゐこ）、こがけん                                                           |                                                     | ナレーション∶酒井藍          |
| 255               | 7月16日           | 須田亜香里、大東駿介、駒場孝（ミルクボーイ）                                                   | ヘンダーソン                                        | ナレーション∶酒井藍          |
| 256               | 7月23日           | ナジャ・グランディーバ、河合郁人、八木真澄（サバンナ）                                         | ラフ次元                                            | ナレーション∶酒井藍          |
| 257               | 7月30日           | 岡田結実、中岡創一（ロッチ）、おいでやす小田                                                   | ラフ次元                                            | ナレーション∶酒井藍          |
| 258               | 8月20日           | 坂下千里子、前園真聖、吉田敬（ブラックマヨネーズ）                                             | 祇園                                                | ナレーション∶酒井藍          |
| 259               | 8月27日           | 田村淳（ロンドンブーツ1号2号）、村重杏奈、野呂佳代、八木真澄（サバンナ）、祇園（コーナー出演） | ラフ次元、ヘンダーソン、濱田崇裕・神山智洋（WEST.） | 2時間SP                      |
| 260               | 9月3日            | ラフ次元、ヘンダーソン、濱田崇裕・神山智洋（WEST.）                                            |                                                     | 夏のキメツケスペシャル完結編 |
| 261               | 9月10日           | はるな愛、ビスケットブラザーズ                                                                 | ヘンダーソン                                        | ナレーション∶酒井藍          |
| 262               | 9月24日           | 岡田結実、土田晃之、トキ（藤崎マーケット）                                                     | 祇園、石井美保                                      | [ 86 ]                       |
| 263               | 10月8日           | 豊崎由里絵、濱口優（よゐこ）、福田充徳（チュートリアル）                                       | ラフ次元                                            | [ 87 ]                       |
| 264               | 10月15日          | 石川恋、ロザン                                                                                 | 祇園                                                | [ 88 ]                       |
| 265               | 10月22日          | YOU、大倉士門、おいでやす小田                                                                  | 祇園                                                | [ 89 ]                       |
| 266               | 11月5日           | 生駒里奈、上地雄輔、太田博久（ジャングルポケット）                                             | ラフ次元                                            | [ 90 ]                       |
| 267               | 11月12日          | 鳥谷敬、ハシヤスメ・アツコ、毛利大亮（ギャロップ）                                             | ラフ次元                                            | [ 91 ]                       |
| 268               | 11月19日          | 森泉、魔裟斗、庄司智春（品川庄司）                                                             | 祇園                                                | [ 92 ]                       |
| 269               | 11月26日          | 土田晃之、須田亜香里、田崎佑一（藤崎マーケット）                                               | ヘンダーソン                                        | [ 93 ]                       |
| 270               | 12月3日           | 大東駿介、山之内すず、田崎佑一（藤崎マーケット）                                               | ヘンダーソン                                        | [ 94 ]                       |
| 271               | 12月10日          | 小池徹平、アンミカ、こがけん                                                                   | ダブルアート                                        | [ 95 ]                       |
| 272               | 12月17日          | 平愛梨、岡田結実、ミルクボーイ                                                                 |                                                     | [ 96 ]                       |

| 2025年（令和7年） | 2025年（令和7年） | 2025年（令和7年）                                                | 2025年（令和7年） | 2025年（令和7年）                                            |
| #                 | 放送日            | スタジオゲスト                                                   | VTRゲスト         | 備考                                                         |
| ----------------- | ----------------- | ---------------------------------------------------------------- | ----------------- | ------------------------------------------------------------ |
| 273               | 1月7日            | 松村沙友理、三四郎                                               | ヘンダーソン      | ナレーション∶酒井藍                                          |
| 274               | 1月21日           | ナジャ・グランディーバ、中岡創一（ロッチ）、石田明（NON STYLE）  | 祇園              | ナレーション∶酒井藍                                          |
| 275               | 1月28日           | 西川貴教、磯山さやか、村田秀亮（とろサーモン）                   | ヘンダーソン      | [ 99 ]                                                       |
| 276               | 2月4日            | 神尾楓珠、はるな愛、菅広文（ロザン）                             | 祇園              | [ 100 ]                                                      |
| 277               | 2月18日           | 橋下徹、本田望結、八木真澄（サバンナ）                           | 祇園              | [ 101 ]                                                      |
| 278               | 2月25日           | ゆうちゃみ、森崎ウィン、吉田敬（ブラックマヨネーズ）             | ダブルアート      | [ 102 ]                                                      |
| 279               | 3月4日            | 北乃きい、前園真聖、小杉竜一（ブラックマヨネーズ）               | ラフ次元          | [ 103 ]                                                      |
| 280               | 3月11日           | 岡田結実、森田哲矢（さらば青春の光）、毛利大亮（ギャロップ）     | ラフ次元          | [ 104 ]                                                      |
| 281               | 3月18日           | 峯岸みなみ、大東駿介、こがけん                                   | 豪快キャプテン    | [ 105 ]                                                      |
| 282               | 3月25日           |                                                                  |                   | 永久保存版!激レアゲストの激厚トーク&やすとも友近の名場面集。 |
| 283               | 4月15日           | アンガールズ、村重杏奈                                           | ラフ次元          | [ 107 ]                                                      |
| 284               | 4月22日           | ナジャ・グランディーバ、インディアンス                           | 祇園              | [ 108 ]                                                      |
| 285               | 4月29日           | 土田晃之、磯山さやか、おいでやす小田                             | 祇園              | [ 109 ]                                                      |
| 286               | 5月6日            | くっきー!（野性爆弾）、近藤千尋、上地雄輔                        | 豪快キャプテン    | [ 110 ]                                                      |
| 287               | 5月13日           | 伊原六花、ウエンツ瑛士、太田博久（ジャングルポケット）           | ラフ次元          | [ 111 ]                                                      |
| 288               | 5月20日           | 剛力彩芽、宮川大輔、中岡創一（ロッチ）                           | 祇園              | [ 112 ]                                                      |
| 289               | 6月3日            | YOU、ISSA（DA PUMP）、毛利大亮（ギャロップ）                     | ラフ次元          | [ 113 ]                                                      |
| 290               | 6月10日           | 森泉、千葉公平、小宮浩信（三四郎）                               | ダブルアート      | [ 114 ]                                                      |
| 291               | 6月17日           | 中村仁美、河合郁人、瀬戸洋祐（スマイル）                         | ダブルアート      | [ 115 ]                                                      |
| 292               | 6月24日           | 岡田結実、魔裟斗、西森洋一（モンスターエンジン）                 | ラフ次元          | [ 116 ]                                                      |
| 293               | 7月1日            | 須田亜香里、槙野智章、田崎佑一（藤崎マーケット）                 | 豪快キャプテン    | [ 117 ]                                                      |
| 294               | 7月22日           | はるな愛、新浜レオン、菅広文（ロザン）                           | 祇園              | [ 118 ]                                                      |
| 295               | 7月29日           | NANA（MAX）、毛利大亮（ギャロップ）、大倉士門                    |                   | [ 119 ]                                                      |
| 296               | 8月5日            | 前園真聖、レイザーラモンRG（レイザーラモン）、ハシヤスメ・アツコ | ラフ次元          | [ 120 ]                                                      |
| 297               | 8月12日           | 八木真澄（サバンナ）、上地雄輔、相武紗季                         | ダブルアート      | [ 121 ]                                                      |
| 298               | 8月19日           | ヘンダーソン、村重杏奈                                           | 豪快キャプテン    | [ 122 ]                                                      |

## スタッフ

### レギュラー版（2025年8月12日現在）
- ナレーション：酒井藍（以前はゆりやんの休演時に担当）
- 構成：沢野緑、笹部香、田中亮治、有田梨佐
- TD：井上佑介（カンテレ(関西テレビ)、以前はCAM）
- CAM：森下真行・松岡晋也・京田航・河合(井)江里子（ウエストワン）、西村武純（カンテレ(関西テレビ)、以前はTD/CAM）【週替り】
- VE：北堂絢菜・帆足聡一郎・松井勝正（カンテレ(関西テレビ)）【週替り】
- LD：金子宗央（カンテレ(関西テレビ)）、平塚章人（大阪共立）【週替り】
- MIX：筒井亨・赤澤和伸（カンテレ(関西テレビ)、赤澤→一時離脱）、品岡研太（ウエストワン）【週替り】
- 編集：藤崎一成、原崎貴史
- 効果：森原健晃（Tonic Function）
- MA：小鑓雄也
- 美術制作：岡﨑忠司（カンテレ(関西テレビ)）
- デザイン：萩原英伸（レフティーデザイン）
- 美術進行：中越章浩（バンブルビー）
- 装置：内海徹哉
- 装飾：川本美唯菜
- 電飾：加藤利幸
- メイク：パウダー
- リサーチ：田原拓郎【不定期】
- CG：渕野由美
- タイトル&キャラクター：仲里カズヒロ
- イラスト：古田ユウキ、グレートインターナショナル【不定期】
- 編成：木村弥寿彦（カンテレ(関西テレビ)）
- 宣伝：岡安稚子（カンテレ(関西テレビ)）
- 技術協力：ウエストワン、大阪共立、エビスラボ、遊写、Tonic Function、Sounds U【毎週】、ADC、MABU、atelier、ピースリー本舗[注 4]、一光、トラッド、アルチザン、EYEZEN【週替り】
- 協力：メディアプルポ、クラッチ.【毎週】、ダイズ、フレームパンチ、ロボッツ【週替り】
- ディレクター：有本匡徳（メディアプルポ）、吉部珠未(美)（クラッチ.）【毎週】、杉岡亮・犬塚瞭・髙野有里（メディアプルポ）、池田怜平、千葉愛・山本敦士・川越琢示（ダイズ）、坂本理世・平本拓也・戸田千遥（クラッチ.）、山下桂介、酒井秀哉（カンテレ(関西テレビ)）、谷村洋平（ロボッツ）、後藤円香（オポス）、内山颯太、野田賛太【週替り】
- チーフディレクター：田村将哉（カンテレ(関西テレビ)、以前はディレクター）
- プロデューサー：木下裕正（カンテレ(関西テレビ)、以前はディレクター→チーフディレクター）、谷垣和歌子（吉本興業）
- チーフプロデューサー：吉岡治郎（カンテレ(関西テレビ)、以前はプロデューサー）
- 制作協力：吉本興業
- 制作：カンテレコンテンツ統括本部制作局 制作部
- 制作著作：カンテレ(関西テレビ)

#### 過去のスタッフ
- ナレーション：川島壮雄・豊田康雄（カンテレ(関西テレビ)アナウンサー）、ゆりやんレトリィバァ
- 企画・構成：小林仁
- 構成作家：森、中野貴至
- CAM：伊地知孝仁・芳山貴勇・鈴木智雄（カンテレ(関西テレビ)）、岡修平・山本美咲（ウエストワン）
- VE：田中翔、平塚隼人、松岡泰助（カンテレ(関西テレビ)）、大森喜章・越水隆太・山本謙吾・三本菅彰・丸山奈々実（ウエストワン）
- MIX：大貫修平・野村理恵・安部智博・井田憲吾（カンテレ(関西テレビ)、井田→以前はMA►MIX►一時離脱）、浦島静（ウエストワン）
- LD：須賀半二、天羽佐織、大西祐輔（カンテレ(関西テレビ)）、徳永勤（大阪共立、以前はVE）、小橋力、河合裕也（大阪共立）
- MA：佐藤孝彦（ウエストワン）、中道尚宏（カンテレ(関西テレビ)、MIX兼務の回あり）
- 美術制作：西川夏子・竹本潔観（カンテレ(関西テレビ)）
- デザイン：山本直人
- 美術進行：永田道徳
- 装飾：筒井由佳、三村つかさ、澤田美奈子
- 電飾：中井正義（以前はモニター）
- イラスト：データクリエイション、タイトルエイト
- リサーチ：フォーミュレーション
- 編成：中村道郎・渡邊愛幸・居川大輔・東野和全（カンテレ(関西テレビ)）
- 宣伝：大澤郁予・金叡珍・柴崎由紀乃（カンテレ(関西テレビ)）
- 技術協力：テレプロ、タグボート、Nextry、エムズプロ、エキスプレス、プラスプロジェクト、キャミックス、View、タイムリー、テーク・ワン
- 協力：よしもとブロードエンタテインメント
- ディレクター：寺島淳、佐伯亮（メディアプルポ）、瀬部なぎさ、楠原宝子（よしもとBE）、嶋津彰吾（メディアプルポ）、石原直行（FREE）、酒井倫太郎（LEO9）、對馬久織（映像倶楽部）、谷口文彦、泉貴昌（バックアップメディア）、田中秀和、登川直、三橋秀登（インパクト）、中山真平、藤井祐美子、三原陽希、竹本明香・守屋賢・明智亮太・山下卓哉（よしもとBE）、中林佳苗（カンテレ(関西テレビ)）、髙橋美聖、東啓慈（メディアプルポ）、小田晶子（よしもとBE、一時離脱→復帰）、武井有希（ホワイトブレイン）、小林陽平（ダイズ）、新田麻美子（キューマン）、西野佳、田中佑典、太田樹、永富康太郎、植田政成・和田善樹（D-REC）、藤原慎平（メディアプルポ）、小林潤也（クラッチ.）、緒形航平（カンテレ(関西テレビ)）
- チーフディレクター：近藤匡（カンテレ(関西テレビ)）
- 演出：塩見真生（カンテレ(関西テレビ)、以前はディレクター）
- プロデューサー：脇田直樹・田中耕司・上林翔吾（カンテレ(関西テレビ)、田中→以前はディレクター）、植田隆志（よしもとクリエイティブ・エージェンシー）、後藤ちあき（吉本興業、以前はディレクター）、牧里子・亀井俊徳（吉本興業）、西原久進（メディアプルポ）
- チーフプロデューサー：米田孝（カンテレ(関西テレビ)）

### パイロット版
- ナレーション：山田花子
- 企画・構成：小林仁
- タイトル&キャラクター：仲里カズヒロ
- 技術協力：ウエストワン、大阪共立、エビスラボ、Tonic Function
- 協力：よしもとブロードエンタテインメント、キューマン
- ディレクター：塩見真生（関西テレビ）、後藤ちあき（よしもとBE）、山下桂介、稲子太輔（キューマン）
- プロデューサー：東野和全、脇田直樹（以上、カンテレ(関西テレビ)）
- 制作著作：カンテレ(関西テレビ)

## 放送局・配信元
| 放送対象地域   | 放送局                    | 系列                                         | 放送日時           | ネット状況 |
| -------------- | ------------------------- | -------------------------------------------- | ------------------ | ---------- |
| 近畿広域圏     | 関西テレビ（KTV）         | フジテレビ系列                               | 火曜 20:00 - 20:59 | 制作局     |
| 島根県・鳥取県 | さんいん中央テレビ（TSK） | フジテレビ系列                               | 日曜 14:00 - 15:00 | 遅れネット |
| 高知県         | 高知さんさんテレビ（KSS） | フジテレビ系列                               | 土曜 13:00 - 14:00 | 遅れネット |
| 宮崎県         | テレビ宮崎（UMK）         | フジテレビ系列 日本テレビ系列 テレビ朝日系列 | 火曜 10:25 - 11:25 | 遅れネット |
| 岐阜県         | 岐阜放送（GBS）           | 独立局                                       | 日曜 19:00 - 19:57 | 遅れネット |
| 山口県         | テレビ山口(tys)           | TBS系列                                      | 火曜 23:56 - 24:55 | 遅れネット |

過去のネット局
- フジテレビ（CX・2019年2月26日 - 3月8日[注 6]の『メディアミックスα』（月 - 金曜 15:50 - 16:50）に集中遅れネット）
- TOKYO MX（独立局、MX2〈093ch・SD画質〉にて放送、関東広域圏での放映権の関係から、フジテレビでの番販ネット期間中は一切放送しなかった）
- 福井テレビ（FTB）
- テレビ新広島（tss・2021年3月打ち切り）

ネット配信
- カンテレドーガ - 火曜 20:59更新、最新話限定で無料配信。
- TVer - 火曜 20:59更新、最新話限定で無料配信。
- GYAO! - 火曜 21:00更新、最新話限定で無料配信。